# زهره (آلبوم)
 زهره نام یک آلبوم موسیقی اثر  داریوش رفیعی، هنرمند ایرانی است که در سبک  سنتی تهیه شده و دارای ۱۰ آهنگ است.این آلبوم پر شهرت ترین آلبوم داریوش رفیعی می باشد.آلبوم ماندگار زهره به زبان فارسی و در سبک سنتی می باشد.نوازنده ویلن و سرپرست گروه مجید وفادار بود.  

## فهرست آهنگ‌ها
| ردیف | آهنگ                  |
| ۱    | زهره.سه گاه           |
| ۲    | ای باد صبا.سه گاه     |
| ۳    | شب انتظار.دشتی        |
| ۴    | خلوتگاه خیال.شور      |
| ۵    | باد بهاری.بیات اصفهان |
| ۶    | من شادم.بیات اصفهان   |
| ۷    | خواب و خیال.شور       |
| ۸    | کو آن شب‌ها.شوشتری     |
| ۹    | مرگ عشاق.بیات اصفهان  |
| ۱۰   | مستانه.افشاری         |